# Poppenhausen (Hesse)
Poppenhausen é um município da Alemanha, situado no distrito de Fulda, no estado de Hesse. Tem 40,77 km² de área, e sua população em 2019 foi estimada em 2.662 habitantes.